# Pavel Kazakov
Pour les articles homonymes, voir Kazakov.
Pavel Nikolaïévitch Kazakov (en russe : Павел Николаевич Казаков), né le 19 février 1928 et mort le 17 septembre 2012, est un ancien arbitre soviétique (russe) de football.

## Carrière
Il a officié dans des compétitions majeures : 
- JO 1972 (1 match)
- Coupe UEFA 1972-1973 (finale retour)
- Coupe du monde de football de 1974 (2 matchs)